# Bertille Noël-Bruneau
Bertille Noël-Bruneau est une actrice française, née le 26 février 1996. Elle a joué deux rôles au cinéma durant son enfance, mais n'a pas poursuivi une carrière d'actrice par la suite.

## Biographie
Bertille Noël-Bruneau est repérée en 2005 par la directrice de casting Maguy Aimé, pour l'un des rôles principaux de La Petite Chartreuse, parmi 250 filles auditionnées,. Puis Maguy Aimé la propose à Luc Jacquet, qui la choisit pour le rôle principal de son film Le Renard et l'Enfant parmi 800 candidates (dont 150 ayant participé à des essais filmés).

## Filmographie
Sauf indication contraire, les informations mentionnées dans cette section peuvent être confirmées par la base de données cinématographiques IMDb,  présente dans la section « Liens externes ».

### Cinéma
- 2005 : La Petite Chartreuse de Jean-Pierre Denis : Eva Blanchot, la fille de Thérèse
- 2007 : Le Renard et l'Enfant de Luc Jacquet : la petite fille

### Documentaire
- 2005 : Au cœur de "La Petite Chartreuse" (court métrage ; making-of de La Petite Chartreuse) de Jean-Noël Betzler : elle-même

## Nominations
- Young Artist Award 2008 : meilleure jeune actrice dans un long métrage international (« Best Performance in an International Feature Film - Leading Young Performer »)[4],[5]
- Prix Lumières 2009 : meilleur espoir féminin pour Le Renard et l'Enfant